# Eriogonum divaricatum
Eriogonum divaricatum là một loài thực vật có hoa trong họ Rau răm. Loài này được Hook. mô tả khoa học đầu tiên năm 1853.